# Серра-ду-Парду (национальный парк)
Серра-ду-Парду (порт. Parque Nacional da Serra do Pardo) — национальный парк в Бразилии, в штате Пара.

## Описание
Национальный парк Серра-ду-Парду располагается в штате Пара, в муниципалитетах Сан-Фелис-ду-Шингу и Алтамира. Занимает площадь 4454 км² (445 408 га). Создан 17 февраля 2005 года, отнесён к категории МСОП II (национальный парк). Управляющий орган — Институт по сохранению биоразнообразия имени Чико Мендеса.
Цель создания национального парка — сохранение природных экосистем, поддержка научной деятельности, образования и экологического туризма. Серра-ду-Парду открыт для посещения, что даёт возможность действовать в интересах местных общин, создавая рабочие места, связанные с туризмом. До кризиса 1950-х в парке извлекался каучук для производства резины, впоследствии парк заняли скваттеры, занимавшиеся добычей древесины и выращиванием скота. Регион характеризовался сильным обезлесением и конфликтами за землевладение. В настоящее время на 95% территории Серра-ду-Парду сохраняется естественная растительность.
Название парка происходит от одноимённого горного массива, простирающегося вдоль реки Парду. Средняя высота над уровнем моря — около 400 метров, максимальная — 546 метров. Температура воздуха колеблется в пределах 20—40°С.
С севера к Серра-ду-Парду примыкают территория устойчивого природопользования Река Шингу и экологическая станция Терра-ду-Мею, с юга и юго-запада — природоохранная территория Триунфу-ду-Шингу, с востока — индейский заповедник Апитерева. На востоке он ограничен рекой Шингу, на севере — рекой Парду. Несмотря на большое количество примыкающих природоохранных объектов, парку по-прежнему угрожает обезлесение, выпас крупного рогатого скота и незаконная добыча полезных ископаемых.

## Биоразнообразие
Национальный парк Серра-ду-Парду располагается в дождевых лесах Амазонии, экорегионе влажных лесов Тапажоса-Шингу. Растительность представляет собой предгорные редколесья, густые предгорные леса и небольшие участки саванны серрадо. Среди птиц встречаются белохохлая пенелопа (Penelope pileata), гиацинтовый ара (Anodorhynchus hyacinthinus), коричневогорлый иглохвостый печник (Synallaxis cherriei); млекопитающие представлены ягуаром (Panthera onca) и бразильской выдрой (Pteronura brasiliensis).